# Dr. Dre
Andre Romelle Young (n. 18 februarie 1965, Compton, California, SUA), cunoscut sub numele de scenă Dr. Dre, este un rapper, producător muzical și antreprenor american. El este fondatorul și patronul Aftermath Entertainment și co-formatorul Death Row Records. De-a lungul carierei sale, a produs multe albume în parteneriat cu Snoop Dogg, Eminem, 50 Cent și Nate Dogg.
Dr. Dre și-a început cariera în muzică ca un membru al World Class Wreckin' Cru și mai târziu a cunoscut faima odată cu alăturarea la grupul N.W.A., cântând impreună cu Eazy-E și Ice Cube, grup care interpreta versuri despre viața violentă și periculoasă de pe străzi. Albumul său de debut, The Chronic, scos pe piață de Death Row Records, a fost unul dintre cele mai bine vândute albume americane al anului 1993, și Dre a câștigat Premiul Grammy pentru piesa „Let Me Ride”. În anul 1996, a părăsit Death Row și și-a înființat propria casă de producții, Aftermath Entertainment. În 1996 a produs un album, Dr. Dre Presents the Aftermath și a mai produs un album solo, în 1999, numit 2001, pentru care a primit în anul următor un Premiu Grammy pentru cel mai bun producător.
În timpul anului 2000, cariera lui se concentra pe a produce pentru alți artiști, în timp ce contribuia vocal la piesele unor alți artiști. Rolling Stone l-a numit printre cei mai bine-plătiți oameni ai anului 2001 și 2004. De asemenea, Dr. Dre a jucat și în câteva filme, cum ar fi Set It Off, The Wash și Training Day.

## Viața
Primul copil ai Vernei și al lui Theodore Young, Dr. Dre a fost născut pe 18 februarie 1965, când mama lui avea 16 ani. Aceasta s-a căsătorit cu Theodore după ce s-a născut copilul. Numele mijlociu, „Romelle”, vine de la banda amatoare și necertificată a tatălui său, The Romells. În 1968, mama lui a divorțat de Theodore Young și s-a recăsătorit cu Curtis Crayon. Ei au mai avut 3 copii împreună, doi fii numiți  Jerome și Tyree, ambii decedați și o fiică, Shameka.
În 1976, Young a urmat Liceul pentru juniori Vanguard dar din cauza violenței în școală, el a fost transferat la o școală suburbană mai sigură, liceul pentru juniori Roosevelt. Verna s-a recăsătorit mai târziu cu Warren Griffin, cu care s-a cunoscut la noua ei slujbă în Long Beach. Astfel, familiei i s-au mai adăugat încă 3 surori vitrege și un frate vitreg. Acel frate vitreg, Warren Griffin III, va deveni mai târziu un rapper sub numele de Warren G.
Dr. Dre  a urmat liceul Centennial în Compton la început în 1979, dar s-a transferat la liceul Fremont din cauza notelor slabe. Young a vrut să se înroleze în Compania Northrop Aviation Company într-un program de ucenicie, dar rezultatele slabe de la școală l-au făcut să rateze orice post. După aceea, s-a focusat pe viața lui socială și pe distracție pentru restul perioadei liceului. Young a dat naștere unui fiu, Curtis, născut pe 15 decembrie 1981, cu Lisa Johnson. Curtis Young a fost luat de mama lui, și acesta nu și-a mai întâlnit tatăl decât peste 20 de ani, când a devenit un rapper cunoscut ca Hood Surgeon.

## Cariera muzicală

### World Class Wreckin' Cru (1984–1985)
Inspirat de cântecul lui Grandmaster Flash „The Adventures of Grandmaster Flash on the Wheels of Steel” (Aventurile lui Grandmaster Flash pe roțile de oțel), el a vizitat des un club numit The Eve After Dark pentru a privi mai mulți DJ și rapperi cântând în direct. Astfel, Dre a devenit un DJ în acel club, inițial sub numele de „Dr. J”, bazat pe porecla lui Julius Erving, jucătorul lui preferat de basketball. La club, l-a întâlnit pe rapperul Antoine Carraby, mai târziu acesta devenind DJ Yella în N.W.A. Mai târziu, și-a luat numele de Dr.Dre, un amestec dintre Dr. J și primul lui nume, referindu-se despre el ca „Maestrul Mixologiei”. Peste ceva timp s-a alăturat grupului muzical World Class Wreckin' Cru, cântând pentru casa de discuri Kru-Cut Records în 1984. Grupul avea să devină stelele scenei electro-hopului care a dominat la sfârșitul anilor 1980, hip hopul coastei de vest, iar primul lor cântec,  „Surgery” îl va însoți pe Dr. Dre în turnee, iar aceasta va fi vândută în 50,000 copii în zona Compton.
Dr. Dre și DJ Yella au cântat de asemenea pentru un post local de radio, KDAY, provocând mari ratinguri în timpul orei de vârf la emisiunea The Traffic Jam. Înregistrările mai vechi ale lui Dr. Dre au fost scoase pe piață în 1994 pe un album numit Concrete Roots. Stephen Thomas Erlewine ale site-ului web Allmusic a descris muzica adunată, ca fiind „produsă mai mulți ani înainte Dre să fi înființat un stil distinctiv”, ca „surprinzător de generică și necaptivantă” și „doar pentru fani dedicați”.
Absențele frecvente de la școală i-au adus poziția de scufundător ale echipei de înot a școlii. După liceu, a urmat Școala pentru Adulți Chester în Compton urmând cerințele mamei lui de a primi vreo slujbă sau pentru a-și continua educația. După o scurtă apariție la un post de radio al unei școli, s-a întors la reședința tatălui și bunicilor lui înainte să se întoarcă la casa mamei lui. Mai târziu a abandonat școala Chester pentru a se pregăti să interpreteze la clubul de noapte Eve's After Dark.

### N.W.A și Ruthless Records (1986–1991)
În 1986 l-a întâlnit pe Ice Cube, cu care a colaborat pentru a produce melodii pentru Ruthless Records, o casă de discuri ce producea melodii rap, întocmită de rapperul Eazy-E. N.W.A, împreună cu alți câțiva rapperi, ca și Ice Cube, sunt considerați artiștii de bază ai stilului gangsta rap, un gen important al hip hop-ului, împletit cu versuri hotărâte despre crimele urbane și despre viața de gangster de culoare. Nesimțindu-se constrâns de problemele politice legate de rasism urmate de artiști precum Public Enemy sau Boogie Down Productions, N.W.A a favorizat temele și versurile necompromițătoare, oferind descrieri puternice ale violenței de pe străzile orașelor.

## Discografie
- Straight Outta Compton (with N.W.A) (1988)
- Niggaz4Life (with N.W.A) (1991)
- The Chronic (1992)
- 2001 (1999)
- Compton (2015)

## Premii și nominalizări
Dr. Dre a câștigat 6 Premii Grammy, trei din ele fiind pentru producție.
Premiile Grammy
| An   | Lucrare nominalizată     | Premiu                                 | Rezultat     |
| ---- | ------------------------ | -------------------------------------- | ------------ |
| 1994 | Nuthin' But a G Thang    | Best Rap Performance by a Duo or Group | Nominalizare |
| 1994 | Let Me Ride              | Best Rap Solo Performance              | Câștigat     |
| 1996 | Keep There Heads Ringin' | Best Rap Solo Performance              | Nominalizare |
| 1997 | California Love          | Best Rap Performance by a Duo or Group | Nominalizare |
| 1999 | Dr. Dre 2001             | Best Rap Album                         | Nominalizare |
| 2000 | Still D.R.E.             | Best Rap Performance by a Duo or Group | Nominalizare |
| 2000 | Guilty Conscience        | Best Rap Performance by a Duo or Group | Nominalizare |
| 2001 | Himself                  | Producer of the Year                   | Câștigat     |
| 2001 | The Marshall Mathers LP  | Album of the Year(as Producer)         | Nominalizare |
| 2001 | The Marshall Mathers LP  | Best Rap Album(as Producer)            | Câștigat     |
| 2001 | Forgot About Dre         | Best Rap Performance by a Duo or Group | Câștigat     |
| 2001 | The Next Episode         | Best Rap Performance by a Duo or Group | Nominalizare |
| 2002 | Himself                  | Producer of the Year                   | Nominalizare |
| 2003 | HImself                  | Producer of the Year                   | Nominalizare |
| 2003 | Knoc                     | Best Music Video, Short Form           | Nominalizare |
| 2006 | Encore                   | Best Rap Performance by a Duo or Group | Nominalizare |
| 2010 | Crack a Bottle           | Best Rap Performance by a Duo or Group | Câștigat     |
| 2010 | Relapse                  | Best Rap Album (Producer)              | Câștigat     |
| 2012 | I Need a Doctor          | Best Rap Performance by a Duo or Group | Nominalizare |
| 2012 | I Need a Doctor          | Best Rap Song                          | Nominalizare |

MTV Video Music Awards
| An   | Lucrare nominalizată       | Premiu                  | Rezultat     |
| ---- | -------------------------- | ----------------------- | ------------ |
| 1993 | „Nuthin' But a G Thang”    | Best Rap Video          | Nominalizare |
| 1994 | „Let Me Ride”              | Best Rap Video          | Nominalizare |
| 1995 | „Keep Their Heads Ringin'” | Best Rap Video          | Câștigat     |
| 1996 | „California Love”          | Best Rap Video          | Nominalizare |
| 1997 | „Been There, Done That”    | Best Rap Video          | Nominalizare |
| 1997 | „No Diggity”               | Best Rap Video          | Nominalizare |
| 1997 | „No Diggity”               | Best R&B Video          | Nominalizare |
| 1999 | „My Name Is”               | Best Direction          | Nominalizare |
| 1999 | „Guilty Conscience”        | Best Breakthrough Video | Nominalizare |
| 2000 | „The Real Slim Shady”      | Best Direction          | Nominalizare |
| 2000 | „Forgot About Dre”         | Best Rap Video          | Câștigat     |
| 2001 | „Stan”                     | Best Direction          | Nominalizare |

## Filmografie
| An           | Titlu                            | Rol       | Note                     |
| ------------ | -------------------------------- | --------- | ------------------------ |
| 1992         | Niggaz4Life: The Only Home Video | El însuși | Documentar               |
| 1996         | Set It Off                       | Black Sam |                          |
| 2000         | Up in Smoke Tour                 | El însuși | Documentar               |
| 2001         | Training Day                     | Paul      |                          |
| 2001         | The Wash                         | Sean      |                          |
| 2011         | Shady Talez                      |           |                          |
| Jocuri video |                                  |           |                          |
| An           | Titlu                            | Rol       | Note                     |
| 2005         | 50 Cent: Bulletproof             | Grizz     | Rol de voce și asemănare |